# Рашајд
Рашајд (њем. Rascheid) општина је у њемачкој савезној држави Рајна-Палатинат. Једно је од 103 општинска средишта округа Трир-Сарбург. Према процјени из 2010. у општини је живјело 527 становника. Посједује регионалну шифру (AGS) 7235112.

## Географски и демографски подаци
Рашајд се налази у савезној држави Рајна-Палатинат у округу Трир-Сарбург. Општина се налази на надморској висини од 463 метра. Површина општине износи 8,0 km². У самом мјесту је, према процјени из 2010. године, живјело 527 становника. Просјечна густина становништва износи 65 становника/km².